# La nave delle donne maledette
La nave delle donne maledette è un film del 1953 diretto da Raffaello Matarazzo.
Nel 2016 è presente nella sezione Festa Mobile / Festa Vintage del 34° Torino Film Festival in una versione restaurata dalla Cineteca Nazionale.

## Trama
Una nave piena di ladre, prostitute e assassine solca l'oceano. È guidata da Fernandez, uomo duro e spietato, pronto a sedare con crudeltà ogni ribellione. Nella stiva sono ammassate cento donne avanzi delle galere e dei bordelli portoghesi. Tra di esse c'è una fanciulla innocente, Consuelo: incapace di difendersi, è presa di mira dalle sue compagne di sventura che le rubano coperte e cibo, ma che poi, compresa la sua purezza d'animo, decidono di proteggerla.
Sulla stessa nave si è imbarcato clandestinamente l'avvocato Da Silva; è un uomo dissoluto e debosciato, che negli occhi di Consuelo trova lo stimolo per riscattare se stesso e la sua dignità perduta. La cugina di Consuelo, Isabella, che ha costretto con il ricatto la fanciulla di accusarsi al suo posto di infanticidio, naviga anch'ella sulla nave: non tra le deportate della stiva, ma nella migliore delle cabine, insieme ad un vecchio che ha sposato per appagare la sua sete di denaro.
Quando Isabella teme di venire scoperta, non esita a gettarsi tra le braccia di Fernandez, il capitano della nave, e non fa nulla per impedire la morte di suo marito. Ma quando sadicamente costringe il capitano a far fustigare Consuelo e Da Silva che l'hanno pubblicamente accusata, le grida della giovane scatenano la rabbia delle galeotte. Esse travolgono i loro carcerieri, devastano ogni cosa e prendono il controllo della nave. L'imbarcazione resta senza guida mentre le donne assaporano la libertà, saccheggiando la stiva, bevendo rum e abbandonandosi a ogni sorta di sfrenatezza. Un gesto di pietà di Consuelo verso la cugina vinta e la preghiera disperata di un vecchio cuoco ricondurranno la giustizia divina sulla nave delle donne maledette.

## Distribuzione

### Edizioni home video
Sebbene il film sia stato girato a colori, l'edizione che passa normalmente in TV è virata in bianco e nero. Il DVD del film, uscito per la Medusa, contiene invece la versione originale a colori.

## Accoglienza

### Incassi
L'incasso accertato ammonta a poco più di 359 milioni di lire dell'epoca.